# ハバブ
座標: 北緯33度0分51.39秒 東経36度16分29.76秒 / 北緯33.0142750度 東経36.2749333度
ハバブ（アラビア語:  خبب 、Khababb）は、シリア南部のハウラーン平原(Hauran)に位置するダルアー県中部の町。シリアアラブ共和国の首都ダマスカスから57キロ（36マイル）南に位置し、さらに南の県都ダルアーからもほぼ同じ距離の位置にある。
町の旧名はアビバといったが、これはシリアの古い言語であるアラム語、シリア語、その系統を引くアッシリア語などで「緑の草原」を意味する。

## 天候と気候
ハバブの天候は、シリアの南部地域に共通するもので、概ねおだやかであるが、冬には寒波が襲来することがあり、夏は比較的高温になる。
ハバブの気候には、はっきりとした季節変化があり、夏の日中は高温になるが乾燥した夜風は快適であり、秋は木の葉の黄変で始まって寒さを増し、12月から2月にかけては寒い冬になって、3月からが春となる。
年平均降雨量は250ミリメートルに満たず（2000年までのデータによる）、年間を通しての最低気温は-4℃、最高気温は38℃、平均気温は冬が4.4℃、夏が30℃ほどである。

## 住民
市街地内の人口は8,000〜10,000人（季節変動があり、夏には夏休みで帰省する住民が増える）であるが、この外に、この町の住民であり続けながらシリア国外に出ている者が約40,000人いるとされ、そのほとんどは、フランス・アメリカ合衆国・カナダ・ブラジル・オーストラリア、アラブ諸国へと散っている。
- 人口増加率：1.01パーセント
- 男女比率：女性51％、男性49％
ハバブの住民はキリスト教徒であり、ビザンツ式典礼(Byzantine Rite)に従うメルキテ・ギリシャ・カトリック教会(Melkite Greek Catholic Church)の信仰を持っている。
ハバブには、聖マリア大聖堂・聖リタ会堂・聖エリオット会堂・聖ミカエルの会堂と、4つの教会がある。いずれも古く荒廃しており、大司教区と女子修道会が再建に取り組んでいる。

## 言語
最も一般的な言語はアラビア語である。他の言語としてはフランス語も使われ、教会の典礼などの原語はギリシャ語を使う。英語も普及しつつある。 

## 農業と経済
（シリア南部の大部分と同様に）ハバブの人々は基本的には農民であり、農業は、生活の唯一の基盤になっている。しかし近年では、様々な事情から農業への依存度が低下しつつある。
農業用水は天水に依存しており、収穫量は降雨量によって大きく左右される。最も重要な天水作物は小麦、大麦、レンズ豆である 。灌漑農業は、もっぱら野菜生産用で、トマト、スイカ、 ニンジンなどを作り、また果樹では、ブドウ、オリーブ、アーモンドなどがは重要な作物となる。
公共、民間を問わず、住民のほとんどが、被雇用者となっており、今では月々の俸給が基本的な収入源となっている。
多数の人々が、商工業の栄えた他の地域を目指して移動している。若者たちは、ダマスカスなどの国内主要都市や湾岸地域・ヨーロッパ・アメリカ・オーストラリアなどの国外へ出て行くものが多い。町に残っている者も、農業に依存した親や祖父母の生活を受け継ぐことにはほとんど関心をもっていない。

## 教育と文化
人々の識字率は、シリア国内では最も高い水準にある。大司教や修道院の主導もあって、ハバブの市街地内のみならず周辺の村落にも教育と科学の普及に努めている。
ハバブの町はかなり以前から非識字の克服を成し遂げ、現在では、幼稚園1校、初等学校2校、中等学校4校、合わせて7校の学校がある。
ダルアー県の町や村には知識人や教師などが多数働いている。

## 公共施設
ハバブには、診療所などの多くの公共施設があり、病院が建設中であり、中央電話局、"農民組合"、"農業指導所"、警察署があり、さらにシリアとヨルダンを結ぶ国際高速道路が近く通っていることから高速道路警察が別にある。公営の小売り店、パン工場、役場に加え、スポーツクラブ、"ハバブ社交文化クラブ"、鉄道駅がある。 町の中心にある市場には、住民のさまざまな需要に応じて、薬局、医師、歯科医師、獣医師、電気電子機器の修理、コンピュータ・アクセサリー・ショップ、鍛冶屋、大工、自動車センターなどがあり、公園の整備も準備されている。